# Garry Galley
Pour les articles homonymes, voir Galley.
Garry Michael Galley (né le 16 avril 1963 à Montréal, dans la province de Québec au Canada) est un joueur professionnel retraité de hockey sur glace ayant évolué à la position de défenseur.

## Carrière
Repêché par les Kings de Los Angeles au cinquième tour du repêchage de 1983 de la Ligue nationale de hockey alors qu'il joue pour les Falcons de Bowling Green, club universitaire évoluant dans la Central Collegiate Hockey Association, division du championnat de la NCAA. Il remporte d'ailleurs avec ces derniers le championnat de 1984 et obtient une nomination sur l'équipe tout étoile du tournoi.
Garry Galley devient joueur professionnel en 1984, obtenant un poste permanent avec les Kings dès ses débuts. Échangé aux Capitals de Washington au milieu de la saison 1986-1987, il reste avec ces derniers pour une saison supplémentaire avant de rejoindre à l'été 1988 les Bruins de Boston en tant qu'agent libre.
Après avoir aidé les Bruins à atteindre la finale de la Coupe Stanley au printemps 1990, où l'équipe s'inclina face aux puissants Oilers d'Edmonton, Galley se voit être invité à prendre part aux 42e Match des étoiles de la Ligue nationale de hockey en 1991. Commençant la saison suivante avec les Bruins, ceux-ci l'envoi aux Flyers de Philadelphie où le défenseur connaîtra sa meilleure production offensive en carrière, obtenant 62 points à sa première saison complète avec l'équipe. Au terme de cette saison, il est appelé à représenter le Canada lors du championnat du monde de 1993.
Revenu au Flyers, il surpasse sa production de points de la saison précédente en inscrivant 70 points en 81 rencontres. Au cours de cette saison il reçoit une seconde invitation à prendre part au Match des étoiles. Passant aux mains des Sabres de Buffalo en 1995, il participe au championnat du monde de 1996, avant de signer en tant qu'agent libre avec les Kings de Los Angeles à l'été 1997.
Il reste avec Los Angeles durant trois saisons puis signe pour la saison 2000-2001 avec les Islanders de New York avant d'annoncer son retrait de la compétition.

## Statistiques

### Statistiques en club
| Saison     | Équipe                   | Ligue      |       | Saison régulière | Saison régulière | Saison régulière | Saison régulière | Saison régulière |   | Séries éliminatoires | Séries éliminatoires | Séries éliminatoires | Séries éliminatoires | Séries éliminatoires |
| Saison     | Équipe                   | Ligue      | PJ    | B                | A                | Pts              | Pun              | PJ               | B | A                    | Pts                  | Pun                  |                      |                      |
| 1980-1981  | Rangers de Gloucester    | LHJC       | 49    | 18               | 26               | 44               | 103              |                  |   |                      |                      |                      |                      |                      |
| 1981-1982  | Falcons de Bowling Green | CCHA       | 42    | 3                | 36               | 39               | 48               |                  |   |                      |                      |                      |                      |                      |
| 1982-1983  | Falcons de Bowling Green | CCHA       | 40    | 17               | 29               | 46               | 40               |                  |   |                      |                      |                      |                      |                      |
| 1983-1984  | Falcons de Bowling Green | CCHA       | 44    | 15               | 52               | 67               | 61               |                  |   |                      |                      |                      |                      |                      |
| 1984-1985  | Kings de Los Angeles     | LNH        | 78    | 8                | 30               | 38               | 82               | 3                | 1 | 0                    | 1                    | 2                    |                      |                      |
| 1985-1986  | Nighthawks de New Haven  | LAH        | 4     | 2                | 6                | 8                | 6                |                  |   |                      |                      |                      |                      |                      |
| 1985-1986  | Kings de Los Angeles     | LNH        | 49    | 9                | 13               | 22               | 46               |                  |   |                      |                      |                      |                      |                      |
| 1986-1987  | Nighthawks de New Haven  | LAH        | 30    | 5                | 11               | 16               | 57               |                  |   |                      |                      |                      |                      |                      |
| 1986-1987  | Capitals de Washington   | LNH        | 18    | 1                | 10               | 11               | 10               | 2                | 0 | 0                    | 0                    | 0                    |                      |                      |
| 1987-1988  | Capitals de Washington   | LNH        | 58    | 7                | 23               | 30               | 44               | 13               | 2 | 4                    | 6                    | 13                   |                      |                      |
| 1988-1989  | Bruins de Boston         | LNH        | 78    | 8                | 22               | 30               | 80               | 9                | 0 | 1                    | 1                    | 33                   |                      |                      |
| 1989-1990  | Bruins de Boston         | LNH        | 71    | 8                | 27               | 35               | 75               | 21               | 3 | 3                    | 6                    | 34                   |                      |                      |
| 1990-1991  | Bruins de Boston         | LNH        | 70    | 6                | 21               | 27               | 84               | 16               | 1 | 5                    | 6                    | 17                   |                      |                      |
| 1991-1992  | Bruins de Boston         | LNH        | 38    | 2                | 12               | 14               | 83               |                  |   |                      |                      |                      |                      |                      |
| 1991-1992  | Flyers de Philadelphie   | LNH        | 39    | 3                | 15               | 18               | 34               |                  |   |                      |                      |                      |                      |                      |
| 1992-1993  | Flyers de Philadelphie   | LNH        | 83    | 13               | 49               | 62               | 115              |                  |   |                      |                      |                      |                      |                      |
| 1993-1994  | Flyers de Philadelphie   | LNH        | 81    | 10               | 60               | 70               | 91               |                  |   |                      |                      |                      |                      |                      |
| 1994-1995  | Flyers de Philadelphie   | LNH        | 33    | 2                | 20               | 22               | 20               |                  |   |                      |                      |                      |                      |                      |
| 1994-1995  | Sabres de Buffalo        | LNH        | 14    | 1                | 9                | 10               | 10               | 5                | 0 | 3                    | 3                    | 4                    |                      |                      |
| 1995-1996  | Sabres de Buffalo        | LNH        | 78    | 10               | 44               | 54               | 81               |                  |   |                      |                      |                      |                      |                      |
| 1996-1997  | Sabres de Buffalo        | LNH        | 71    | 4                | 34               | 38               | 102              | 12               | 0 | 6                    | 6                    | 14                   |                      |                      |
| 1997-1998  | Kings de Los Angeles     | LNH        | 74    | 9                | 28               | 37               | 63               | 4                | 0 | 1                    | 1                    | 2                    |                      |                      |
| 1998-1999  | Kings de Los Angeles     | LNH        | 60    | 4                | 12               | 16               | 30               |                  |   |                      |                      |                      |                      |                      |
| 1999-2000  | Kings de Los Angeles     | LNH        | 70    | 9                | 21               | 30               | 52               | 4                | 0 | 0                    | 0                    | 0                    |                      |                      |
| 2000-2001  | Islanders de New York    | LNH        | 56    | 6                | 14               | 20               | 59               |                  |   |                      |                      |                      |                      |                      |
| Totaux LNH | Totaux LNH               | Totaux LNH | 1 149 | 125              | 475              | 600              | 1 218            | 89               | 7 | 23                   | 30                   | 119                  |                      |                      |

### Statistiques en équipe nationale
| Année | Équipe | Compétition          |   | PJ | B | A | Pts | Pun               |  | Résultats |
| 1993  | Canada | Championnat du monde | 8 | 1  | 2 | 3 | 0   | 4e place          |  |           |
| 1996  | Canada | Championnat du monde | 8 | 0  | 2 | 2 | 6   | Médaille d'argent |  |           |

## Honneurs et trophées
- Falcons de Bowling Green
  - Intronisé au temple de la renommée des sports de l'université de Bowling Green State en 1990.
- Central Collegiate Hockey Association
  - Nommé dans la première équipe d'étoiles en 1983 et 1984.
- NCAA
  - Nommé dans la première équipe d'étoiles de l'est des États-Unis en 1984.
  - Nommé dans l'équipe d'étoiles du tournoi de championnat en 1984.
- Ligue nationale de hockey
  - Invité aux 42e et 45e Match des étoiles.

### Transaction en carrière
- 1983 : repêché par les Kings de Los Angeles (5e choix de l'équipe, 100e au total).
- 14 février 1987 : échangé par les Kings aux Capitals de Washington en retour d'Al Jenden.
- 8 juillet 1988 : signe à titre d'agent libre avec les Bruins de Boston.
- 2 janvier 1992 : échangé par les Bruins avec Wes Walz et le choix de troisième ronde des Bruins au repêchage de 1993 (Les Flyers sélectionnent avec ce choix Milos Holan) aux Flyers de Philadelphie en retour de Gord Murphy, Brian Dobbin, le choix de troisième ronde des Flyers au repêchage de 1992 (les Bruins sélectionnent avec ce choix Sergei Zholtok) et le choix de quatrième ronde des Flyers en 1993 (les Bruins sélectionnent avec ce choix Charles Paquette).
- 7 avril 1995 : échangé par les Flyers aux Sabres de Buffalo en retour de Petr Svoboda.
- 15 juillet 1997 : signe à titre d'agent libre avec les Kings de Los Angeles.
- 25 septembre 2000 : signe à titre d'agent libre avec les Islanders de New York.